# Rzut (sztuki walki)

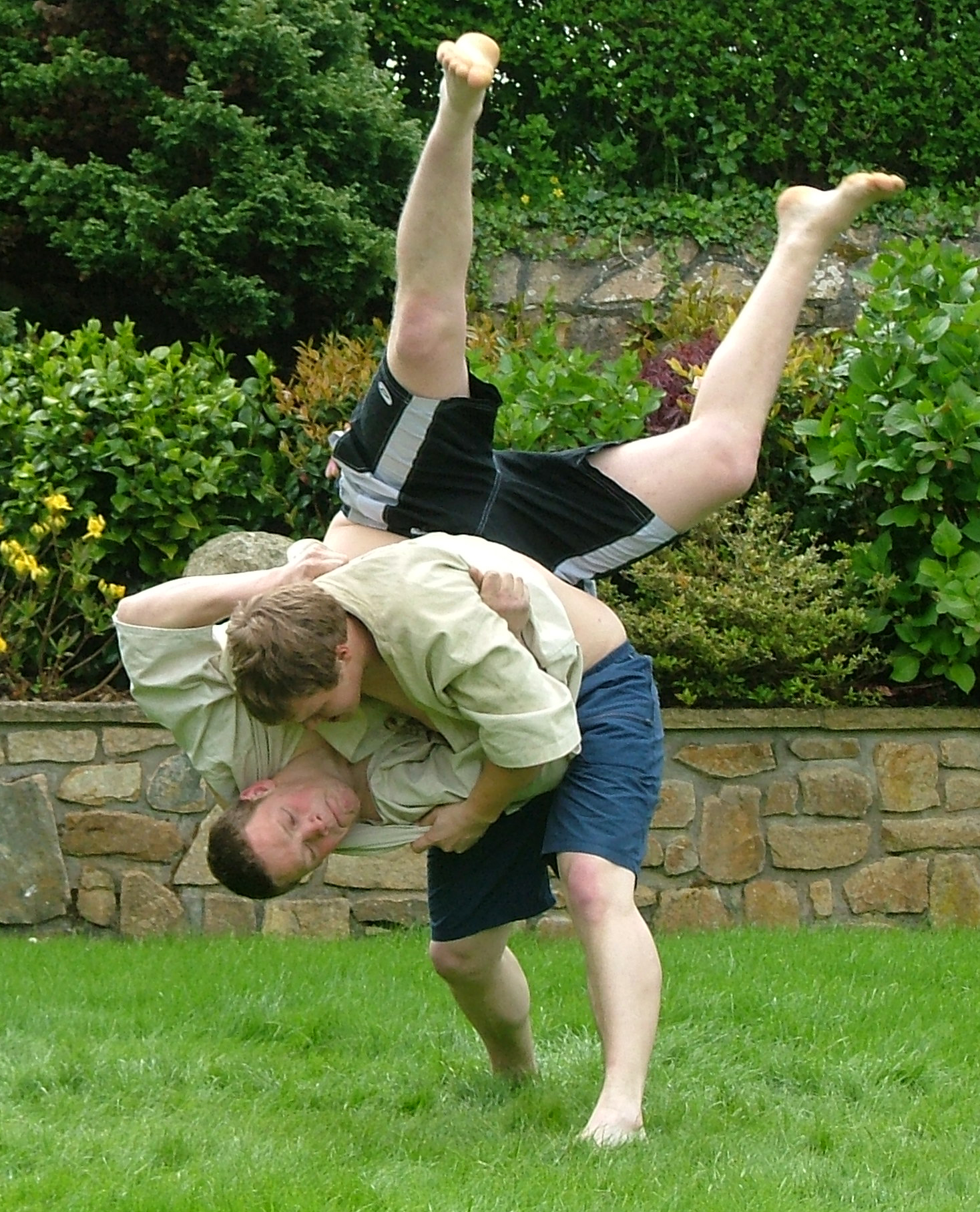

Rzut to rodzaj techniki wykonywanej w wielu sportach oraz sztukach walki. Najogólniej, polega na takim pokierowaniu ciałem przeciwnika, aby został on powalony na ziemię.
Technika rzutu może obejmować wielorakie i nieraz bardzo sprytne działania: od pełnego wykorzystania siły przeciwnika lub siły odśrodkowej (szczególnie widoczne jest to w aikido), poprzez użycie fizjologicznych i anatomicznych reakcji i własności ciała ludzkiego (np. w judo), aż po czysto siłowe pchnięcia i podniesienia jak w zapasach.